# Кондратьев, Степан Иванович
Степан Иванович Кондра́тьев (1895—1940) — советский военачальник, танкист, комбриг. Участник первой мировой войны, гражданских войн в России и в Испании, советско-финской войны (1939—1940).
Во время гражданской войны в Испании командовал интернациональным танковым полком республиканской армии (группа Кондратьева).

## Биография
Родился 28 октября 1895 года в селе Старый Студенец (ныне Самарская область).
Призван в армию в мае 1915 года, был унтер-офицером, командовал взводом 143-го пехотного полка. В Красную Армию вступил в ноябре 1918-го, участвовал в гражданской войне был командиром роты, батальона.
Во время гражданской войны в Испании в 1938 году прибыл добровольцем в Испанию, командовал интернациональным танковым полком республиканской армии под псевдонимом Антонио Льянос. Полк 13 октября 1937 года на танках БТ-5 принял крещение огнём. Был награждён медалью «За отвагу» и орденом Красного Знамени.
Во время советско-финской войны был командиром 34-й легкотанковой бригады. В конце декабря 1939 года вместе с 18-й стрелковой дивизией бригада попала в окружение близ Питкяранты. Положение окружённых постепенно ухудшалось. 21 февраля 1940 года от комбрига С. И. Кондратьева поступила шифровка: «Помогите, умираем голодной смертью».
В феврале 1940 года Кондратьеву сообщили, что его наградили ещё одним орденом Красного Знамени. В ночь на 28 февраля остатки 34-й танковой бригады и 18-й стрелковой дивизии прорвались из окружения. Но накануне окружённым передали шифровку о том, что командир 44-й стрелковой дивизии Виноградов, комиссар Пахоменко и начальник штаба Волков расстреляны перед строем за то, что дивизия, попав в окружение близ Суомуссалми, не смогла вырваться и оставила боевую технику. Кондратьев, комиссар бригады Гапонюк, начальник штаба бригады полковник Смирнов, комиссар 18-й дивизии Израецкий в день прорыва застрелились в штабной землянке. Тело Кондратьева было передано финским командованием советским представителям 15 марта 1940 года, после окончания войны. Он был похоронен в местечке Южное Леметти.
Владимир Зензинов вспоминал:

Мы подошли к большой и глубокой яме, на дне которой лежали два трупа. Сначала я подумал, что то была могила. Но, всмотревшись, убедился, что это была землянка. Из объяснений сопровождавшего нас офицера мы узнали, что один из этих трупов был сам комбриг Кондратьев, командир 34-го Танкового Дивизиона. Он лежал на дне этой ямы-землянки в странной и страшной позе: лицом вниз, с вывернутой и поднятой вверх рукой, как будто о чем-то умолявшей или взывавшей к небу. К нам, вверх, были протянуты его пальцы, как бы сделанные из воска. Другой труп лежал тут же сбоку, согнутый и полузанесенный снегом. Мы долго молча стояли у могилы-землянки.— Зензинов В. Встреча с Россией. Как и чем живут в Советском Союзе. Письма в Красную Армию. Н.-Й., 1944.

## Награды
- два ордена Красного Знамени (1939, 1940)
- медаль «За отвагу»

## Семья
Жена — Вера Исидоровна Кондратьева, во время войны работала в Военной артиллерийской академии, до выхода на пенсию в
1995 году работала старшим научным редактором в издательстве «Наука».